# Tefilat HaDerech

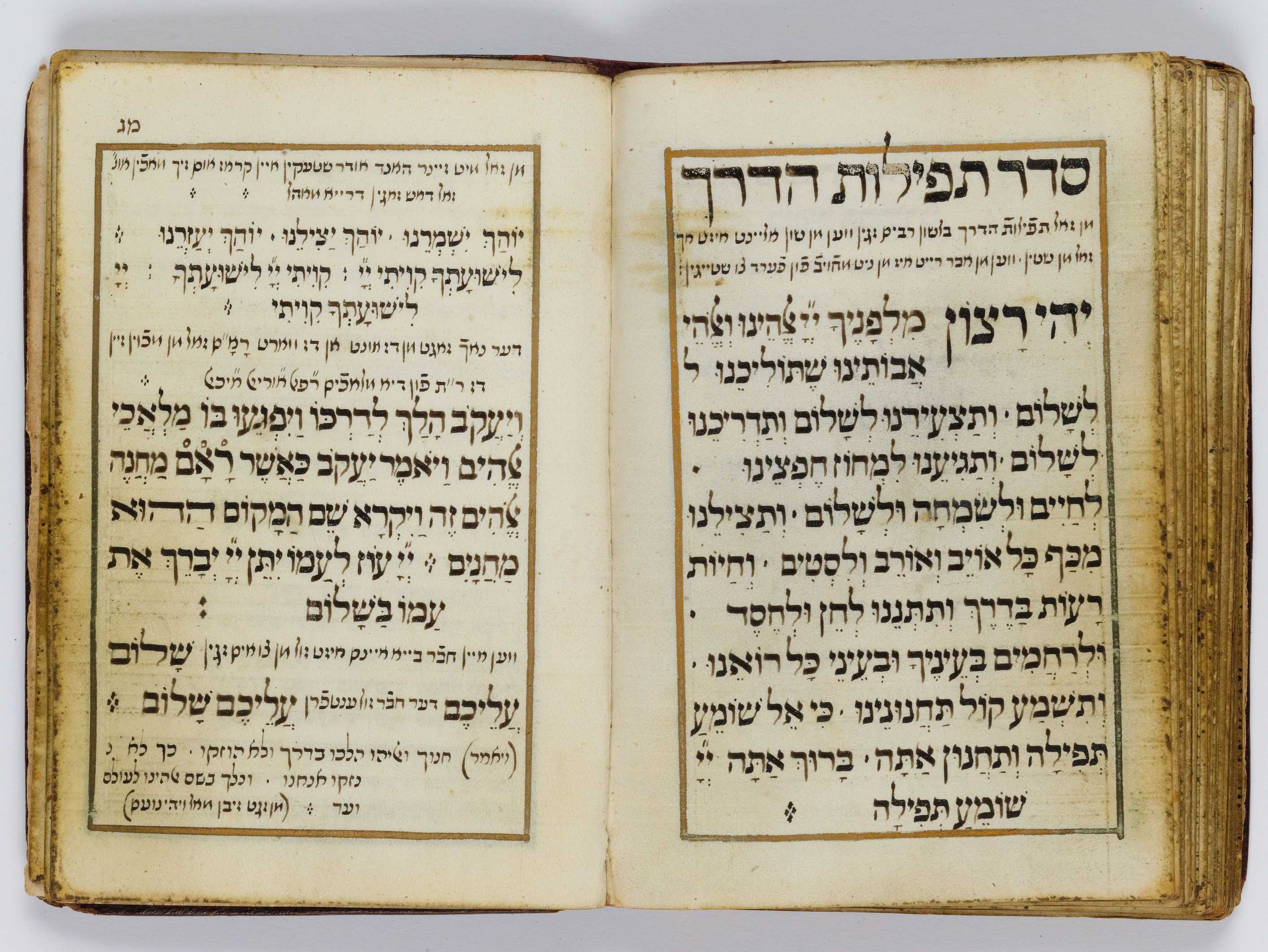
Tefilat HaDerech

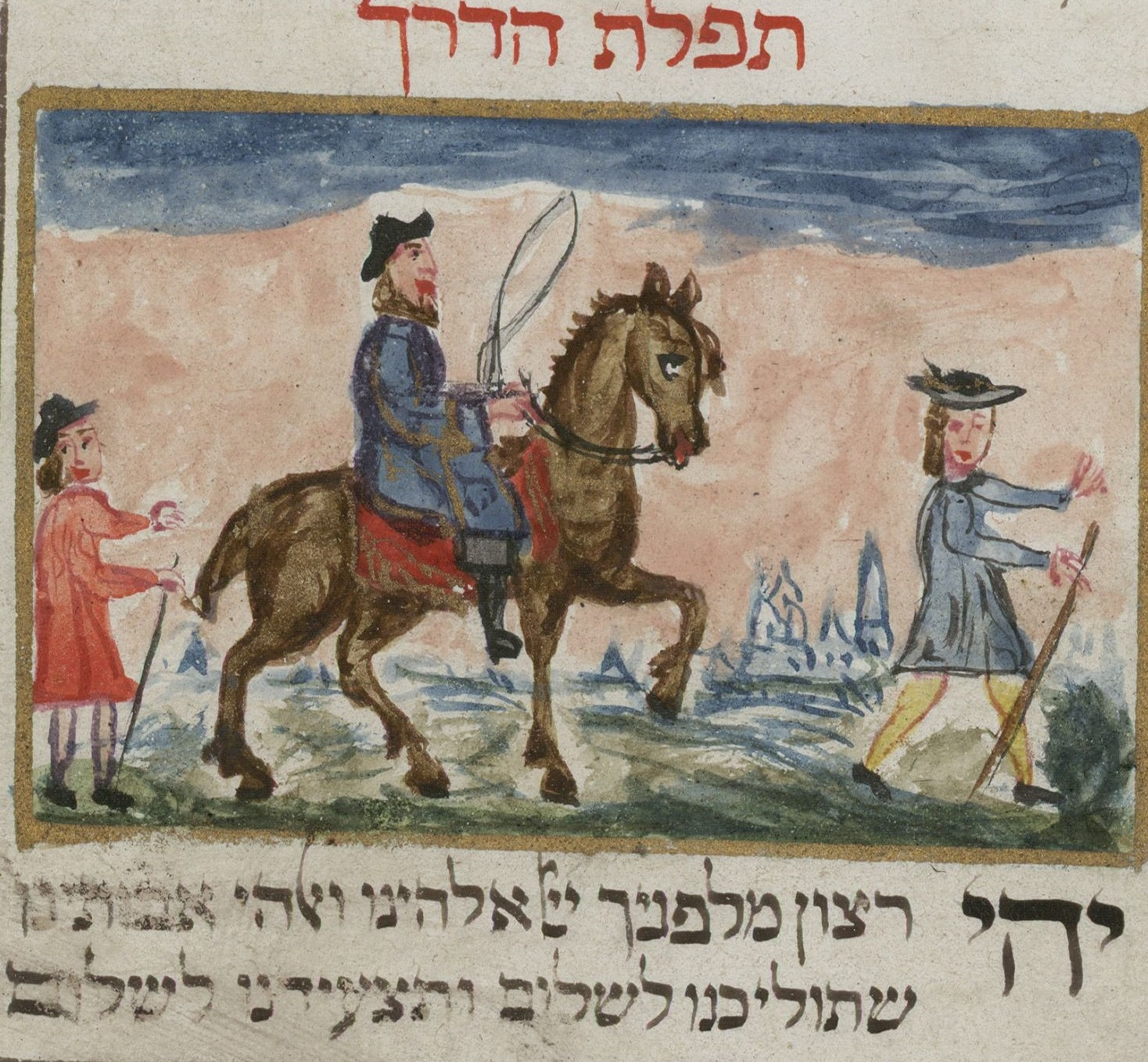
Tefilat HaDerech

Die Tefilat HaDerech (hebräisch תפילת הדרך) ist ein jüdisches Gebet für die Reise, wörtlich das „Gebet des Weges“. Juden sprechen es, wenn sie eine Reise unternehmen, bei der sie sich außerhalb der Stadtgrenzen begeben, als Wunsch für eine sichere Reise und Ankunft am Ziel.

## Geschichte
Der Talmud schreibt die Schaffung dieses Ritus dem Propheten Elija zu, der einen Gelehrten darauf hingewiesen hat: „Wenn du auf eine Reise gehst, suche den Rat deines Schöpfers und gehe weiter.“

## Ritus
Die Tefilat HaDerech wird einmal zu Beginn eines jeden Reisetages rezitiert, wenn mindestens eine persische Meile (ca. 1500 m) pro Tag gereist wird. Wenn möglich, sollte dieses Gebet im Stehen rezitiert werden, obwohl es an Orten, wo das Aufstehen kompliziert ist (Berachot 30a; Schulchan Aruch, Orach Chaim 110,4-7) wie in einem Auto oder Flugzeug, auch im Sitzen gesprochen werden darf. Das Gebet wird in der ersten Person Plural gesprochen. Sowohl Aschkenasim als auch Sephardim sprechen dieses Gebet, wobei sich der Text geringfügig unterscheidet. Auch gibt es zusätzliche Passagen für Luft- und Seefahrt. 
Alternative Versionen dieses Gebets – speziell für Fallschirmjäger, Piloten, Matrosen und Soldaten – wurden von Schlomo Goren, dem ehemaligen Oberrabbiner der israelischen Streitkräfte, verfasst.

## Die Tefilat HaDerech im Wortlaut

### Hebräischer Text
יְהִי רָצוֹן מִלְפָנֶיךָ ה' אֱ-לֹהֵינוּ וֵא-לֹהֵי אֲבוֹתֵינוּ, שֶתּוֹלִיכֵנוּ לְשָלוֹם וְתַצְעִידֵנוּ לְשָלוֹם. וְתִסְמְכֵנוּ לְשָלוֹם. וְתַדְרִיכֵנוּ לְשָלוֹם. וְתַגִיעֵנוּ לִמְחוֹז חֶפְצֵנוּ לְחַיִּים וּלְשִמְחָה וּלְשָלוֹם וְתַצִּילֵנוּ מִכַּף כָּל אוֹיֵב וְאוֹרֵב וְלִסְטִים וְחַיּוֹת רָעוֹת בַדֶּרֶךְ וּמִכָּל מִינֵי פּוּרְעָנִיּוֹת הַמִתְרַגְּשוֹת לָבוֹא לָעוֹלָם וְתִשְלַח בְּרָכָה בְּכל מַעֲשֵה יָדֵינוּ, וְתִתְּנֵנוּ לְחֵן וּלְחֶסֶד וּלְרַחֲמִים בְעֵינֶיךָ וּבְעֵינֵי כָל רוֹאֵינוּ וְתִשְמַע קוֹל תַּחֲנוּנֵינוּ. כִּי אֵ-ל שוֹמֵעַ תְּפִלָּה וְתַחֲנוּן אתה: בָּרוּךְ אַתָּה ה', שוֹמֵעַ תְּפִלָּה

### Transkription
Jehi razon milfanecha Ado-nai Elo-hejnu velohai awotejnu 
schetolichejnu leschalom wetatzidejnu leschalom 
wetadrichejnu leschalom, wetagi-ejnu limchotz 
cheftzejnu lechajim ulesimcha ulschalom (hat man vor direkt zurückzukehren fügt man hinzu: wetachatzijrenu leschalom). 
Wetatzilenu mikaf kol ojew we-orew welistim wechajot ra-ot baderech, 
umikol minej puranijot hamitragschot lavo la-olam. 
Wetischlach bracha bechol ma-aseh jadejnu 
wetitnejnu lechen ulechesed ulrachamim 
be-ejnejcha uwejnej chol ro-ejnu, wetischma kol tachanunejnu. 
Ki El schome-a tefila vetachanun atah. 
Baruch ata A-donai schome-a tefila.

### Übersetzung
Herr, unser G-ott und G-ott unserer Vorfahren, möge es Dein Wille sein, 
uns in Frieden zu leiten, unsere Schritte auf den Weg des Friedens zu richten, 
und uns wohlbehalten zum Ziel unserer Reise zu führen (hat man vor direkt zurückzukehren fügt man hinzu: und uns in Frieden zurückkehren zu lassen). 
Behüte uns vor aller Gefahr, die uns auf dem Weg bedroht. 
Bewahre uns vor Unheil und vor Unglück, das über die Welt Unruhe bringt.
Segne unsere Taten. 
Lass uns Gnade und Barmherzigkeit vor deinen Augen finden; 
Verständnis und Freundlichkeit bei allen, die uns begegnen.
Höre auf die Stimme unseres Gebetes. 
Gepriesen seist du, G-ott, der du unser Gebet erhörst.